# Kinich Ahau

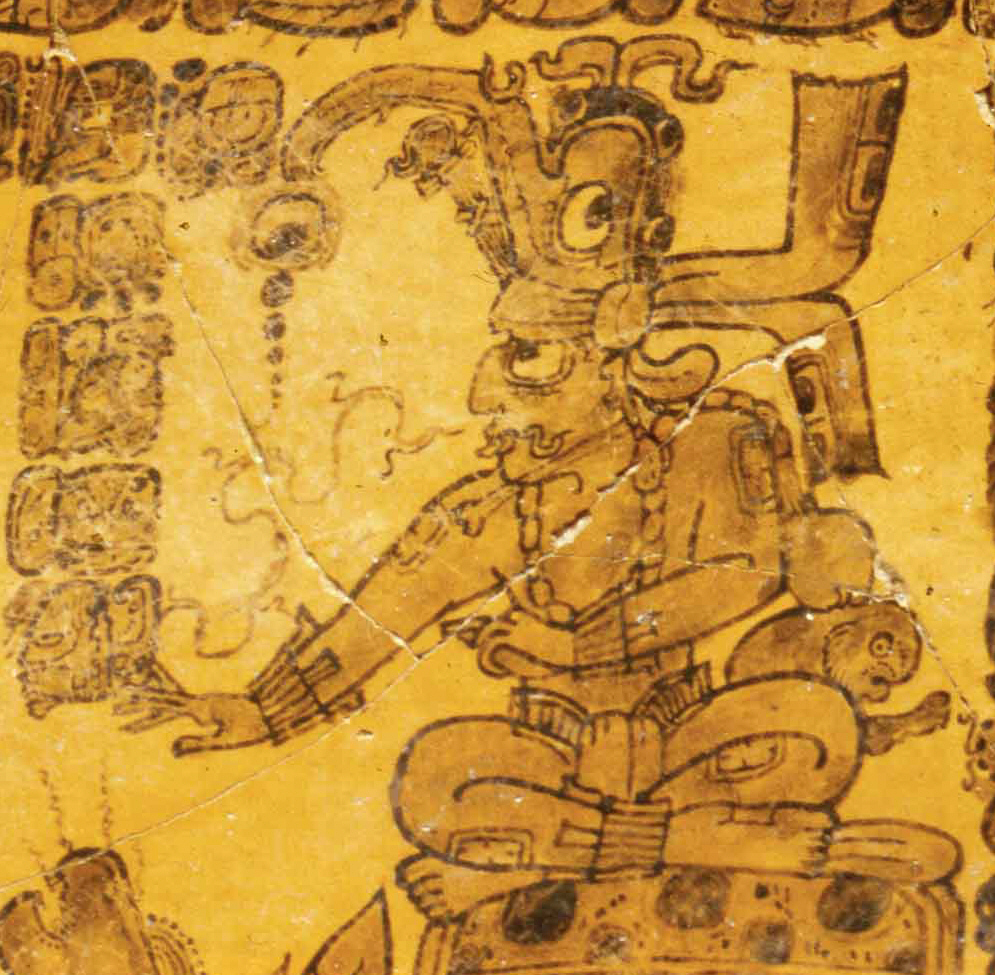
Bůh Kinich Ahau

Kinich Ahau je mayský bůh slunce, „Pán slunečního oka“. Býval zobrazován s velkýma šilhavýma očima, opilovanými zuby, vyplazeným jazykem a zahnutými kančími tesáky, popř. hadím tělem. Jeho představiteli jsou jelen, ledňáček, orel a jaguár. K jeho poslům patří straka a papoušek Macav, v nějž se podle legendy bůh Kinich Ahau proměnil při sestupu na zem.